# Sursko-Mychajliwka
Sursko-Mychajliwka (ukrainisch Сурсько-Михайлівка russisch Сурско-Михайловка Sursko-Michailowka) ist ein Dorf in der ukrainischen Oblast Dnipropetrowsk mit etwa 2500 Einwohnern (2001).

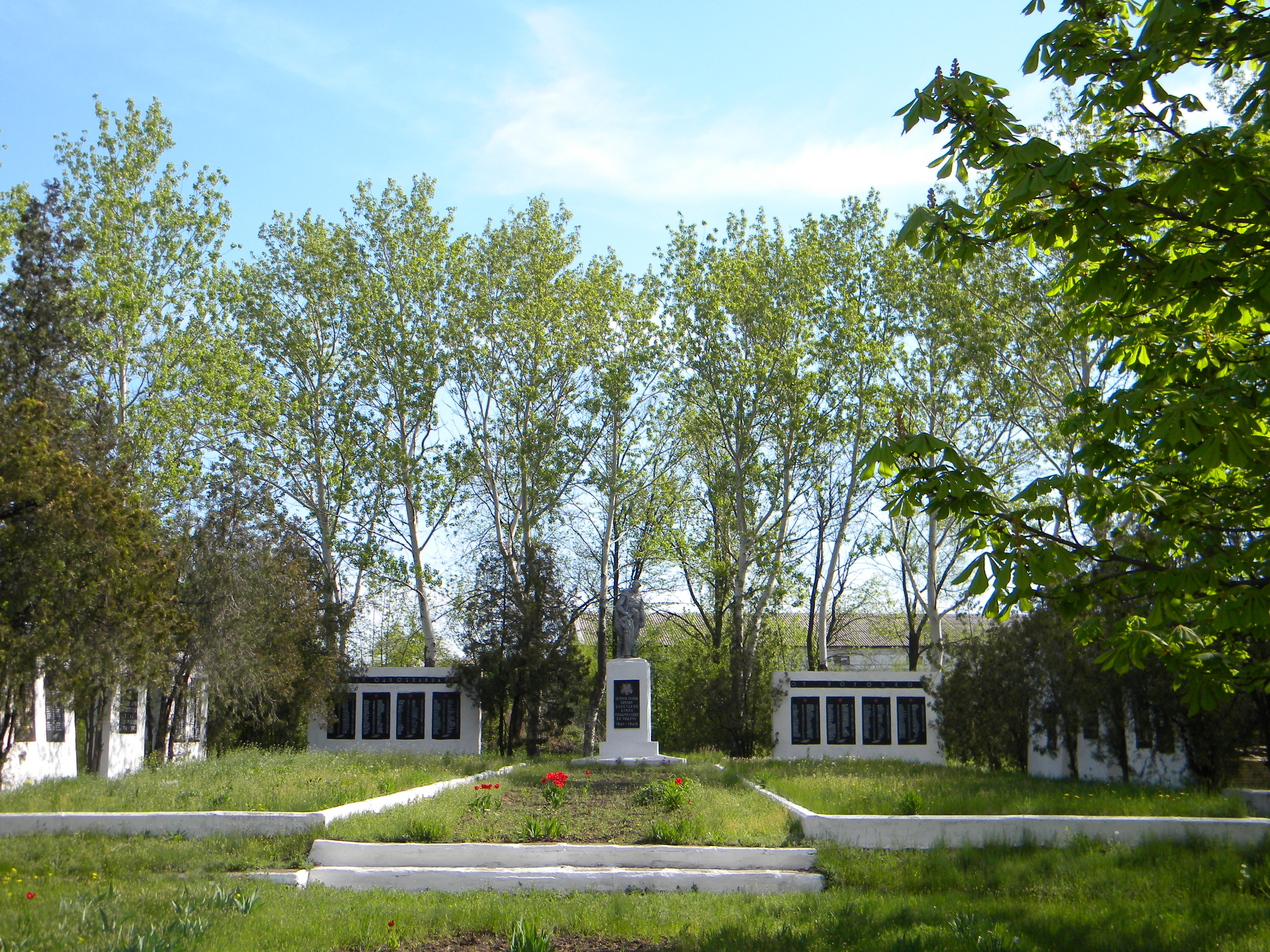
Denkmal im Ort

Das Dorf liegt am linken Ufer der Sucha Sura (Суха Сура), einem 41 Kilometer langen Nebenfluss der Mokra Sura und der Territorialstraße T–04–17 etwa 20 km nordwestlich vom ehemaligen Rajonzentrum Solone und etwa 40 km südwestlich des Oblastzentrums Dnipro.
Am 12. Juni 2020 wurde das Dorf ein Teil der Siedlungsgemeinde Solone, bis dahin bildete es zusammen mit den Dörfern Bohdaniwka (Богданівка) und Nowotarassiwka (Новотарасівка) die gleichnamige Landratsgemeinde Sursko-Mychajliwka (Сурсько-Михайлівська сільська рада/Sursko-Mychajliwska silska rada) im Norden des Rajons Solone.
Am 17. Juli 2020 kam es im Zuge einer großen Rajonsreform zum Anschluss des Rajonsgebietes an den Rajon Dnipro.